# Лонгфорд — Лонг-Айленд (трубопровід для ЗВГ)
Лонгфорд — Лонг-Айленд (трубопровід для ЗВГ) — трубопровід на південному-сході Австралії, що пов'язує комплекс газопереробного заводу у Лонгфорді із установкою фракціонування Лонг-Айленд (на південно-східній околиці Мельбурну).
В середині 1960-х років у Бассовій протоці відкрили значні родовища вуглеводнів. Отриманий з них газ надходить до Лонгфорду, де з нього,  зокрема, виділяють суміш гомологів метану (носять узагальнюючу назву зріджені вуглеводневі гази), яку далі транспортують по спорудженому в 1968 році трубопроводу довжиною 185,5 км та діаметром 250 мм.
Можливо також відзначити, що в одному коридорі з трубопроводом для ЗВГ проклали нафтопровід Лонгфорд – Лонг-Айленд (окрім газопереробних ліній комплекс у Лонгфорді мав установку стабілізації нафти).